# Алберт фон Шлезвиг-Холщайн-Зондербург-Глюксбург
Алберт/Албрехт Кристиан Адолф Карл Евгений фон Шлезвиг-Холщайн-Зондербург-Глюксбург (на немски: Albert; Albrecht Christian Adolf Karl Eugen, Prinz von Schleswig-Holstein-Sonderburg-Glücksburg; * 15 март 1863, Кил; † 23 април 1948, Глюксбург, Шлезвиг-Холщайн) от фамилията Олденбург, е принц от Шлезвиг-Холщайн-Зондербург-Глюксбург, пруски генерал-лейтенант (на 18 февруари 1913) и президент на „Гермаския съюз на летците.“

## Биография
Той е малкият син, най-малкото дете, на херцог Фридрих фон Шлезвиг-Холщайн-Зондербург-Глюксбург (1814 – 1885) и съпругата му принцеса Аделхайд фон Шаумбург-Липе (1821 – 1899), дъщеря на 1. княз Георг Вилхелм фон Шаумбург-Липе (1784 – 1860) и принцеса Ида фон Валдек-Пирмонт (1796 – 1869). Племенник е на датския крал Кристиан IX (упр. 1863 – 1906). По-големият му брат Фридрих Фердинанд (1855 – 1934) е херцог на Шлезвиг-Холщайн-Зондербург-Глюксбург и пруски генерал на кавалерията.
Албрехт фон Шлезвиг-Холщайн-Зондербург-Глюксбург започва да се нарича Алберт. Той умира на 23 април 1948 г. на 85 години в Глюксбург на Балтийско море, Шлезвиг-Холщайн.

## Фамилия
Първи брак: на 14 октомври 1906 г. в Меерхолц с графиня Ортруд Агнес Мария Августа Клара фон Изенбург-Бюдинген-Меерхолц (* 15 януари 1879, Меерхолц; † 28 април 1918, Гота), дъщеря на граф Карл Фридрих фон Изенбург-Бюдинген-Меерхолц (1819 – 1900) и принцеса Агнес Мария Луитгарда фон Изенбург-Бюдинген-Бюдинген (1843 – 1912). Те имат четири деца:
- Виктория Мария Луиза Агнес Калма Елизбетх Ирмгард (* 8 декември 1908, Берлин; † 29 декември 1969, Визбаден), на 11 ноември 1920 г. осиновена от херцог Ернст Гюнтер фон Шлезвиг-Холщайн-Зондербург-Августенбург (1863 – 1921), трети братовчед на баща ѝ, омъжена I. в Примкенау на 19 април 1934 г. (развод в Мюнхен на 10 август 1955) за фрайхер Рудолф Карл фон Щенгел (* 7 декември 1899; † 21 септември 1969), II. в Глюксбург на 8 октомври 1962 г. за принц Фридрих Кристиан фон Шаумбург-Липе (* 5 януари 1906; † 20 септември 1983)
- Фридрих Вилхелм Август Фердинанд Александер Карл Едуард Ернст Густав (* 29 декември 1909, Фракфурт; † 6 юни 1940, битка при Трир)
- Йохан Георг Вилхелм Виктор Хайнрих Константин Гюнтер Фридрих Кристиан (* 24 юли 1911, Гота; † 23 юни 1941, битка в Русия), на 11 ноември 1920 г. осиновен от херцог Ернст Гюнтер фон Шлезвиг-Холщайн-Зондербург-Августенбург (1863 – 1921), трети братовчед на баща му
- Фридрих Фердинанд Карл Ернст Август Вилхелм Харалд Казимир Николе (* 14 май 1913, Гота; † 31 май 1989, Глюксбург), женен във Вилиград при Шверин на 1 септември 1943 г. за херцогиня Анастасия фон Мекленбург-Шверин (* 11 ноември 1922; † 25 януари 1979, Хамбург)

Втори брак: на 19 септември 1920 г. в Бюдинген с принцеса Херта фон Изенбург-Бюдинген-Бюдинген (* 27 декември 1883, Бюдинген; † 30 май 1972, Глюксбург на Балтийско море), дъщеря на княз Бруно фон Изенбург-Бюдинген (1837 – 1906) и графиня Берта Амалазунда Жени Августа Амалия Фани Луиза фон Кастел-Рюденхаузен (1845 – 1927).Те имат една жива дъщеря:
- дете (*/† 4 юни 1923)
- дете (*/† 18 септември 1924)
- Ортруд Бертха Аделхеид Хедвиг (* 19 декември 1925, Фленсбург; † 6 февруари 1980, Хановер), омъжена (цив.) в дворец Мариенбург на 31 август 1951, (рел.) в Хановер на 4 септември 1951 за принц Ернст Август фон Хановер (IV), наследствен принц на Брауншвайг-Люнебург (* 18 март 1914; † 9 декември 1987), брат на гръцката кралица Фредерика Хановерска и внук на германския император Вилхелм II